# غابرييل برازاو
غابرييل ناسيمنتو ريسيندي برازاو (من مواليد 5 أكتوبر 2000) هو لاعب كرة قدم برازيلي يلعب كحارس مرمى لنادي إنترناسيونالي الإيطالي .

## مسيرته الكروية
وُلد برازاو في أوبيرلانديا، ميناس جرايس، وانضم إلى مجموعة نادي كروزيرو في مارس 2014 ، من مسقط رأسه أوبيرلانديا.  في 11 ديسمبر 2017 ، جدد عقده حتى عام 2021. 
في 31 يناير 2019 ، انتقل برازاو إلى الخارج وانضم إلى نادي بارما الإيطالي .  أمضى ما تبقى من الحملة كخيار ثالث خلف لويجي سيبي وبييرلويجي فراتالي .
في 28 يونيو 2019 ، وقع برازاو صفقة مدتها خمس سنوات مع الإنتر ، تتحرك في الاتجاه المعاكس.  في 19 يوليو ، تمت إعارته إلى ألباسيت في دوري الدرجة الثانية الإسبانية ، لمدة عام واحد. 
ظهر برازاو لأول مرة في 18 ديسمبر 2019 ، حيث بدأ بالفوز 1-0 خارج أرضه على نادي تطيلانو، لعب لموسم واحد كأس الملك .  جاء ظهوره الأول في الدرجة الثانية في 29 فبراير ، حيث لعب 90 دقيقة كاملة في تعادل 1-1 على أرضه ضد رايو فاليكانو . 
في 31 أغسطس 2020 ، انضم برازاو إلى ريال أوفييدو على سبيل الإعارة لمدة موسم ،   وبعد ذلك عاد إلى إنتر ميلان. في 8 أغسطس 2020 ، أصيب بتمزق في الرباط الصليبي الأمامي ، واستبعد بقية الموسم مع النيرازوري.

## مسيرته دولية
مثل برازاو البرازيل في مستوى أقل من 17 عامًا وتحت 20 عامًا قبل أن يتلقى أول استدعاء له في التشكيلة الكاملة في 26 أكتوبر 2018 ، في مباراتين وديتين ضد أوروجواي والكاميرون . 